# Elezioni presidenziali negli Stati Uniti d'America del 2016

Voti nel Collegio Elettorale: Donald J. Trump/Mike R. Pence (304); Hillary D. Clinton/Tim M. Kaine (227); vari (7).

Le elezioni presidenziali negli Stati Uniti d'America del 2016 si sono tenute l'8 novembre e sono state le cinquantottesime elezioni presidenziali della storia degli Stati Uniti.
L'imprenditore e personaggio televisivo newyorkese Donald Trump, candidato del Partito Repubblicano, ha sconfitto la candidata del Partito Democratico Hillary Clinton, first lady negli anni Novanta e prima donna ad aver vinto le primarie presidenziali di uno dei principali partiti, e gli altri contendenti minori.
Il risultato, arrivato al termine di una campagna elettorale segnata da toni molto aspri, ha smentito le previsioni della vigilia, venendo descritto da diversi media come il più sorprendente dalle elezioni del 1948.
Il vincitore delle elezioni è risultato essere Donald Trump, che è diventato presidente eletto ottenendo il voto della maggioranza, e precisamente di 304, dei 538 grandi elettori che compongono il Collegio elettorale. Hillary Clinton è stata invece la più votata a livello popolare, con quasi tre milioni di preferenze in più dell'avversario.
Con la vittoria di Trump è la quinta volta nella storia degli Stati Uniti che un candidato riesce ad ottenere la Presidenza senza la contemporanea maggioranza nel voto popolare a livello federale.
Inoltre, per la quarta volta nella storia degli Stati Uniti dal 1944, entrambi i candidati principali provenivano dallo Stato di New York.

## Contesto
Le elezioni hanno determinato il 45º presidente degli Stati Uniti, successore del democratico Barack Obama, in carica negli otto anni precedenti, ineleggibile in quanto aveva raggiunto il limite di due mandati previsto dal XXII emendamento della Costituzione statunitense. Si sono tenute contestualmente alle elezioni parlamentari che hanno rinnovato i 435 membri della Camera dei rappresentanti e 34 membri (un terzo) del Senato.
Il sistema elettorale prevede un'elezione semidiretta; il presidente è infatti eletto a maggioranza assoluta, per un mandato di quattro anni, dal Collegio elettorale, composto da 538 grandi elettori, eletti tramite elezione diretta il martedì successivo al primo lunedì del novembre dell'ultimo anno del mandato del presidente in carica. Ogni Stato federato elegge un numero di delegati pari ai rappresentanti dello stesso Stato al Congresso, ripartizione che tiene conto anche della consistenza della popolazione e quindi soggetta a revisione periodica. Eccetto il Maine e il Nebraska, ogni Stato ha adottato un sistema elettorale per il quale vengono eletti solo i delegati sostenitori di uno stesso candidato che insieme hanno ottenuto più voti; il candidato indirettamente vincitore nel singolo Stato si aggiudica quindi tutti i delegati assegnati allo stesso. Il Maine e il Nebraska invece, rispettivamente dal 1972 e dal 1996, eleggono un grande elettore per distretto congressuale, mentre solo i rimanenti rappresentanti dei due stati vengono eletti su base statale, sempre con metodo maggioritario. Nelle precedenti elezioni solo nel 2008 uno dei due Stati non ha eletto tutti i propri delegati in favore dello stesso partito: in quell'anno infatti nel secondo dei tre distretti del Nebraska, Stato tradizionalmente repubblicano, aveva vinto Obama, segnando l'assegnazione di un grande elettore al Partito Democratico in quello Stato per la prima volta dal 1968.
Come previsto dal secondo articolo della Costituzione, è eleggibile alla carica presidente ogni cittadino degli Stati Uniti per nascita, residente negli Stati Uniti per almeno quattordici anni e con un'età pari o superiore a 35 anni. I partiti politici maggiori nominano i propri candidati avvalendosi di elezioni primarie, tenute in tutti gli Stati con modalità diverse.
Nelle precedenti elezioni del 2012, Obama aveva vinto sul candidato repubblicano Mitt Romney conquistando 332 grandi elettori su 538 e il 51,1% del voto popolare. Per quanto riguarda il rinnovo del Congresso, nel 2012 il Partito Democratico aveva ottenuto la maggioranza al Senato e il Partito Repubblicano la maggioranza alla Camera dei rappresentanti; nel 2014 invece il Partito Repubblicano con le elezioni di mid term aveva incrementato la maggioranza alla Camera e conquistato anche quella al Senato.
L'attenzione mediatica sulle elezioni del 2016, i possibili candidati prima e le varie campagne elettorali poi, fu elevata sin da immediatamente dopo le elezioni del 2012.
I due partiti principali come da consuetudine scelsero i rispettivi candidati alla Presidenza nell'estate del 2016 al culmine di elezioni primarie. I militanti del Partito Democratico scelsero per la prima volta una donna, l'ex Segretario di Stato ed ex first lady Hillary Clinton, che poté contare sin dalle prime fasi sull'endorsement della stragrande maggioranza degli esponenti del suo partito, dovendo tuttavia fronteggiare fino alla fine delle primarie Bernie Sanders, candidato semi-indipendente che ottenne una vasta popolarità tra gli elettori più giovani, il quale si presentò come antagonista del sistema finanziario e sostenitore di politiche socialiste di stampo nord-europeo. Ad affiancarla come candidato vicepresidente fu designato Timothy Michael Kaine.
Il Partito Repubblicano scelse invece il controverso candidato Donald Trump, ricco imprenditore e personaggio televisivo, il quale non riuscì a far convergere su di lui un consenso tra le varie correnti e tra i maggiori esponenti del partito. Al contrario, anche dopo il trionfo frutto del voto popolare, a causa delle sue posizioni e del suo atteggiamento, vari esponenti repubblicani rifiutarono di esprimergli sostegno nella corsa alla Casa Bianca, alcuni annunciando persino di votare per altri candidati. Trump scelse come candidato vicepresidente Mike Pence, governatore dell'Indiana apprezzato tra i repubblicani, cercando così di tamponare la disaffezione di buona parte del partito.

## Candidati

### Partito Democratico
Ticket presidenziale
Hillary Clinton · Tim Kaine
- John Podesta (presidente)
- Huma Abedin (vicepresidente)
- Robby Mook (manager)
- Joel Benenson (chief strategist)
- Jim Margolis (media strategist)
- Jennifer Palmieri (dir. comunicazioni)
- Brian Fallon (addetto stampa)

Il Partito Democratico scelse il candidato alla Presidenza durante la convention nazionale organizzata a Filadelfia dal 25 al 28 luglio 2016.
Ad aver ottenuto la nomination fu Hillary Clinton, già Segretario di Stato dal 2009 al 2013, che vinse le elezioni primarie tenutesi tra i mesi di febbraio e giugno 2016. L'ex first lady aveva annunciato per la prima volta l'intenzione di candidarsi il 12 aprile 2015, dando ufficialmente il via alla sua campagna il 13 giugno 2015. Divenne la presumptive nominee (nominata prevista) del partito solo al termine delle primarie, il 7 giugno 2016, prima della nomina formale alla convention avvenuta il seguente 26 luglio. La Clinton divenne così la prima donna ad ottenere la nomination di uno dei due partiti maggiori.
Il candidato vicepresidente fu invece Tim Kaine, senatore per lo Stato della Virginia e governatore della Virginia dal 2006 al 2010, annunciato ufficialmente da Hillary Clinton il 22 luglio.
Avevano partecipato alle primarie anche Bernie Sanders, rimasto in corsa fino alle ultime votazioni, e Martin O'Malley, che si era invece ritirato dopo i primi caucus in Iowa.

### Partito Repubblicano
Ticket presidenziale
Donald Trump · Mike Pence
- Steve Bannon (amministratore)
- Kellyanne Conway (dir. della campagna)
- David Bossie (vicedirettore)
- Katrina Pierson (portavoce)
- Hope Hicks (addetta stampa)

Il Partito Repubblicano scelse ufficialmente il candidato alla Presidenza alla convention nazionale organizzata a Cleveland dal 18 al 21 luglio 2016.
Donald Trump, proprietario e presidente del consiglio d'amministrazione della Trump Organization, ottenne la nomination vincendo le elezioni primarie tenutesi tra i mesi di febbraio e giugno 2016. Il magnate newyorkese aveva avviato la sua campagna il 16 giugno 2015, divenendo il presumptive nominee delle primarie il 4 maggio 2016, prima dell'incoronazione formale alla convention il seguente 19 luglio. Il candidato vicepresidente fu Mike Pence, governatore dell'Indiana, scelto ufficialmente da Trump il 15 luglio.
Tra i numerosi partecipanti alle primarie figuravano Jeb Bush, Ben Carson, Chris Christie, Ted Cruz, Carly Fiorina, John Kasich, Jim Gilmore, Mike Huckabee, Rand Paul, Marco Rubio e Rick Santorum.

### Altri partiti e indipendenti

#### Partito Libertario
Ticket presidenziale
Gary Johnson · William Weld
Il Partito Libertario scelse il candidato alla Presidenza il 29 maggio 2016 alla convention nazionale organizzata a Orlando. La nomination fu conquistata da Gary Johnson, governatore del Nuovo Messico dal 1995 al 2003 e già candidato per il Partito Libertario alle elezioni del 2012. Il candidato vicepresidente fu invece l'ex governatore del Massachusetts William Weld.
Altri candidati in corsa per la nomination libertariana erano Austin Petersen, Thomas Clements, Marc Allan Feldman, Cecil Ince, Steve Kerbel, Bart Lower, John McAfee, Darryl W. Perry, Derrick Michael Reid, Jack Robinson Jr., Rhett Rosenquest Smith, Shawna Joy Stirling e Joy Waymire.

##### Partito Verde
Ticket presidenziale
Jill Stein · Ajamu Baraka
Il Partito Verde scelse il candidato alla Presidenza alla convention nazionale tenuta a Houston il 6 agosto 2016. Ad aver vinto la nomination fu Jill Stein, già candidata dei Verdi alle elezioni del 2012. A essere candidato vicepresidente fu designato Ajamu Baraka, attivista di Washington. Altri candidati in corsa per la nomination erano Darryl Cherney, Sedinam Kinamo Christin Moyowasifza Curry, William Kreml e Kent Mesplay.

#### Candidati sulle schede elettorali in almeno 3 Stati
Di seguito altri candidati comparsi sulle schede elettorali in almeno tre Stati:
- Darrell L. Castle, avvocato dal Tennessee, candidato per il Partito della Costituzione
- Rocky De La Fuente, imprenditore dalla California, candidato per i partiti American Delta e Reform Party
- James Hedges, candidato per il Partito Proibizionista
- Alyson Kennedy, attivista dall'Illinois, candidato per il Partito Socialista dei Lavoratori
- Gloria La Riva, attivista dalla California, candidata per i partiti Party for Socialism and Liberation, Peace and Freedom e Liberty Union Party
- Evan McMullin, politico dallo Utah, candidato indipendente appoggiato dai partiti Better for America e Independence Party of Minnesota
- Monica Moorehead, attivista dall'Alabama, candidata per il Workers World Party
- Mimi Soltysik, attivista dalla California, candidato per il Partito Socialista e il Natural Law Party

#### Altri candidati minori
Di seguito i candidati comparsi sulle schede elettorali solo in uno o due Stati:
- Frank Atwood, candidato indipendente dal Colorado
- Scott Copeland, candidato dal Texas per il Constitution Party of Idaho
- Richard Duncan, candidato indipendente dall'Ohio
- Rocky Giordani, candidato dalla California per l'Independent American Party
- Tom Hoefling, attivista dall'Iowa, candidato per l'America's Party
- Lynn Kahn, medico dal Maryland, candidato indipendente appoggiato dal Voters United Party
- Chris Keniston, ingegnere dal Texas, candidato per il Veterans Party of America
- Kyle Kenle Kopitke, candidato per l'Independent American Party
- Laurence Kotlikoff, professore dal Massachusetts, candidato indipendente
- Princess Khadijah Jacob-Fambro, candidata indipendente dalla California
- Bradford Lyttle, attivista dall'Illinois, candidato per lo United States Pacifist Party
- Joseph Allen Maldonado, candidato indipendente dall'Oklahoma
- Mike Maturen, artista dal Michigan, candidato per l'American Solidarity Party
- Ryan Alan Scott, candidato indipendente
- Peter Skewes, professore dalla Carolina del Sud, candidato per l'American Party of South Carolina
- Rod Silva, imprenditore dal New Jersey, candidato per il Nutrition Party
- Mike Smith, avvocato dal Colorado, candidato indipendente
- Dan Vacek, dal Minnesota, candidato per il Legal Marijuana Now Party
- Jerry White, attivista dal Michigan, candidato per il Socialist Equality Party

## Clinton vs. Trump, campagne e dibattiti
(Trump sull'immigrazione propone la costruzione di un muro, oltre che l'espulsione degli irregolari.)
(Clinton propone un nuovo processo di legalizzazione per gli irregolari.)

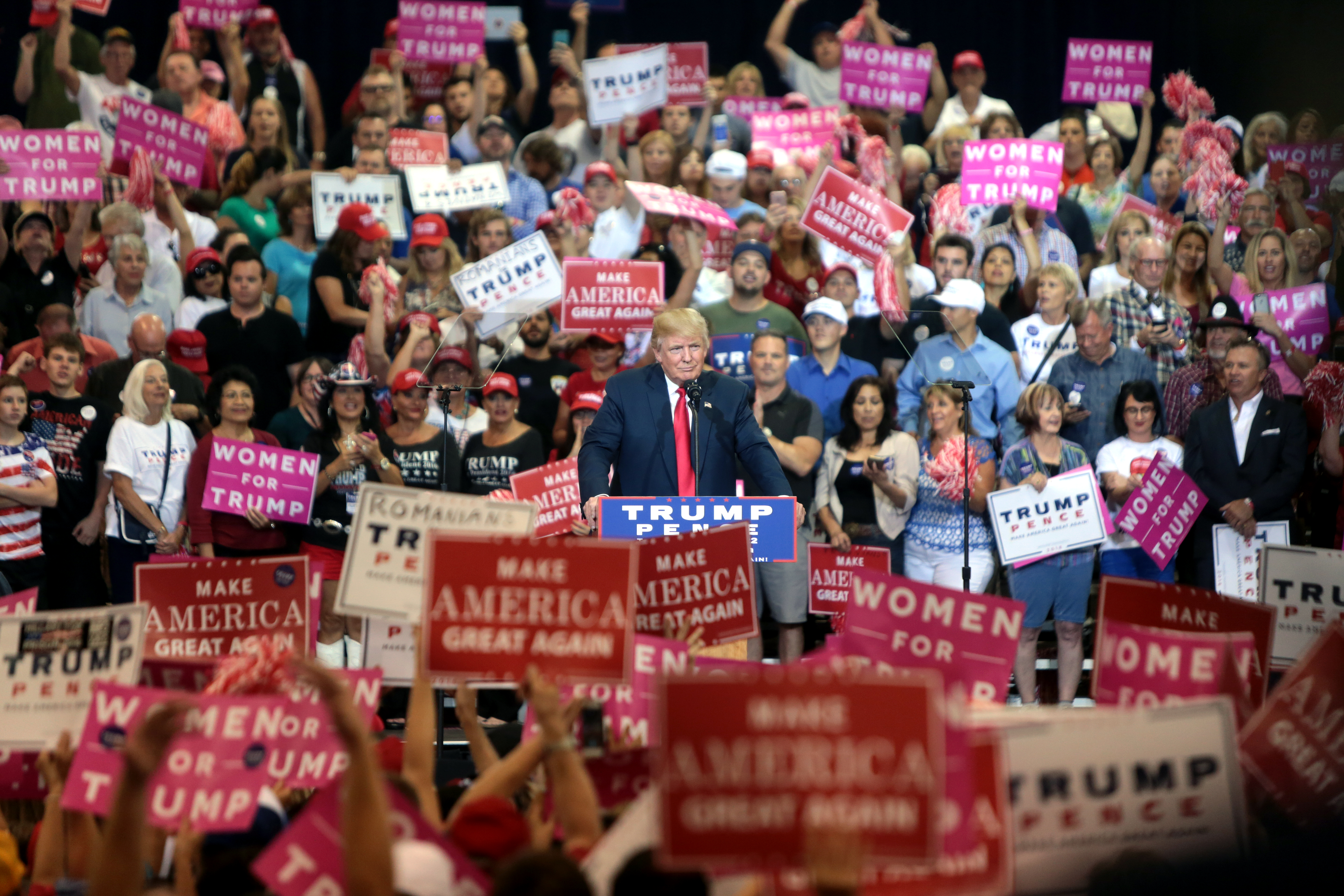
Donald Trump durante la campagna elettorale a Phoenix il 29 ottobre 2016

I due principali candidati, Hillary Clinton e Donald Trump, si contraddistinsero per le radicali differenze sia di programmazione politica sia di stile. La Clinton, con una lunga carriera politica alle spalle, si propose infatti come una candidata moderata e d'esperienza, mentre Trump era di fatto un outsider senza una diretta esperienza in politica, un candidato anti-sistema e politicamente scorretto la cui nomination repubblicana provocò spaccature all'interno dello stesso partito con cui scelse di correre.
Per la Clinton la pregressa esperienza fu tuttavia usata anche come arma di critica, in particolare riguardo alla sua esperienza da Segretario di Stato durante la prima amministrazione Obama: venne infatti accusata di aver mal gestito alcuni incidenti come la morte dell'ambasciatore statunitense Christopher Stevens in Libia nel 2012, negli attentati di Bengasi, oltre che di essere stata complice dei fallimenti in politica internazionale di Barack Obama, incluse le scelte riguardanti la stessa Libia, la primavera araba e le politiche di lotta al terrorismo. La sua campagna elettorale fu inoltre macchiata dall'investigazione dell'FBI che accertò il suo uso negligente della posta elettronica durante la stessa esperienza di Segretario di Stato, avendo usato un suo server di posta privato per scambiare informazioni altamente riservate e andando così contro i protocolli di sicurezza. L'FBI evitò un'incriminazione considerando la negligenza non intenzionale.
Riguardo ai programmi politici, sull'immigrazione la Clinton adottò una posizione più moderata, sostenendo nuovi percorsi che portassero alla cittadinanza per gli irregolari già presenti da tempo negli USA; Trump propose invece una deportazione di tutti gli immigrati irregolari e la costruzione di un grande muro lungo il confine con il Messico, attirandosi ilarità anche dallo stesso governo messicano che secondo lui avrebbe dovuto finanziarne la costruzione. Sul controllo delle armi Hillary si disse favorevole a maggiori controlli e al bando di alcuni tipi di armi d'assalto, mentre Trump si disse contrario. Sulla lotta al terrorismo il repubblicano sostenne la necessità di una maggiore e migliore spesa nel settore della difesa, oltre che di una maggiore decisione nella lotta all'ISIS. Sul commercio entrambi si pronunciarono in maniera contraria al Partenariato Trans-Pacifico, e in particolare Trump disse più volte di voler rinegoziare molti degli accordi internazionali contratti dagli Stati Uniti, incluso il North American Free Trade Agreement. A differenza della Clinton, Trump era inoltre contrario agli accordi internazionali sul clima e in generale sulle politiche a difesa dell'ambiente, giudicandole poco incisive per il pianeta (non credeva che l'uomo avesse una diretta responsabilità nel riscaldamento globale) ed economicamente troppo costose. Riguardo al sistema sanitario, l'ex Segretario di Stato difese la riforma Obama (la cosiddetta Obamacare) e annunciò l'intenzione di estendere il programma Medicaid, mentre l'imprenditore newyorkese avrebbe voluto revocare la suddetta riforma per sostituirla poi con qualcosa di meglio. Clinton si disse inoltre favorevole all'abbassamento della pena minima per i reati non-violenti, in particolare legati al traffico di stupefacenti. Per la prima volta negli Stati Uniti si ebbe una campagna elettorale in cui i candidati si accusarono a vicenda di essere un pericolo per la democrazia.
L'apposita Commission on Presidential Debates, un'organizzazione bipartisan che dal 1987 organizza dibattiti tra i candidati alla Presidenza, programmò i seguenti dibattiti televisivi tra i candidati del partito Democratico e del partito Repubblicano (da regolamento altri candidati sarebbero stati invitati solo nel caso fossero riusciti a ottenere almeno il 15% di preferenze nei sondaggi):
- 26 settembre 2016 alla Hofstra University di Hempstead, tra i candidati presidenti, moderato da Lester Holt;
- 4 ottobre 2016 alla Longwood University di Farmville, tra i candidati vicepresidenti, moderato da Elaine Quijano;
- 9 ottobre 2016 alla Università Washington a Saint Louis di Saint Louis, tra i candidati presidenti, moderato da Martha Raddatz e Anderson Cooper;
- 19 ottobre 2016 alla University of Nevada, Las Vegas di Las Vegas, tra i candidati presidenti, moderato da Chris Wallace.

### Il primo dibattito televisivo
Il primo dibattito, secondo la maggior parte degli osservatori e dei sondaggi condotti subito dopo l'evento, vide la vittoria della Clinton. Tra le nette differenze di posizione emerse tra i due candidati, Trump promise la concessione di incentivi alle grandi imprese del Paese per aumentare investimenti e posti di lavoro e la rinegoziazione dei principali trattati internazionali, mentre l'ex first lady promise un aumento delle tasse sui redditi più alti per concedere sgravi alle piccole imprese; il magnate, per combattere la criminalità nelle periferie, invocò anche il ripristino "della legge e dell'ordine", dicendosi un sostenitore del modello adottato a New York dall'ex sindaco Giuliani (maggiore presenza di polizia e perquisizioni preventive), metodo giudicato invece incostituzionale dalla Clinton. Quest'ultima accusò inoltre l'avversario di razzismo, ricordando anche gli insulti rivolti in passato a molte donne, mentre per Trump lei non avrebbe avuto il temperamento giusto per essere presidente e si portava dietro un bagaglio di cattiva esperienza politica. Fu il dibattito presidenziale più seguito di sempre in TV, con una media complessiva di oltre 84 milioni di telespettatori; molti altri seguirono l'evento in streaming online, circa due milioni solo su YouTube.

### Il dibattito tra irunning mate
Il dibattito tra i candidati vicepresidenti venne vinto dal repubblicano Mike Pence, che riuscì a mantenere uno stile moderato senza mai alzare i toni nonostante gli attacchi dell'avversario che lo chiamavano a difendere le numerose controverse posizioni di Trump; Kaine al contrario apparve spesso sulla difensiva, interruppe numerose volte il contendente e parlò spesso distogliendo lo sguardo dalla telecamera. Gli spettatori a seguirlo in diretta televisiva furono circa 37 milioni, facendo segnare l'audience più bassa per un dibattito vicepresidenziale dal 2000.

### Accuse di molestie sessuali contro Trump e il secondo dibattito presidenziale

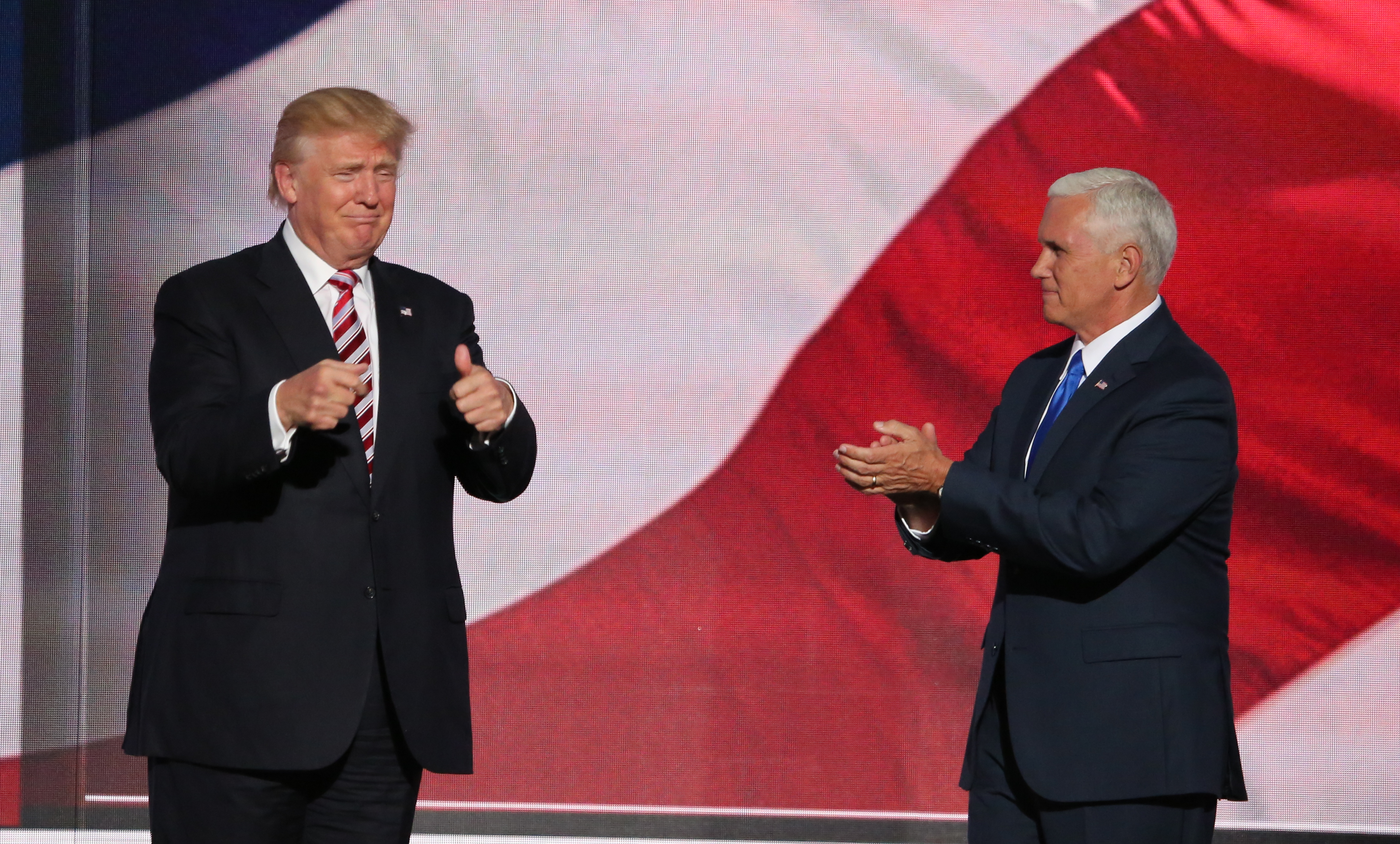
Trump e il suo compagno di squadra, Mike Pence, Governatore dell'Indiana nel luglio 2016

Nei giorni immediatamente precedenti il secondo dibattito televisivo fra Trump e Hillary Clinton, il quotidiano The Washington Post ha ottenuto e pubblicato una registrazione del 2005 in cui Trump, prima di girare una puntata del programma televisivo Access Hollywood, si vantava in termini scurrili con l'allora co-conduttore dello show, Billy Bush, di aver baciato e toccato delle donne senza il loro consenso e di aver sedotto donne sposate. Queste discussioni erano state registrate pochi mesi dopo il suo matrimonio con la sua terza moglie, Melania, in quel momento incinta. . L'incidente ha portato prima a chiedere le scuse pubblicamente durante la sua campagna e ha suscitato indignazione nell'ambiente politico, con molti esponenti repubblicani (tra cui il senatore John McCain e l'ex Segretario di Stato Condoleezza Rice) a ritirare il proprio supporto alla sua candidatura e a invitarlo a ritirarsi dalla corsa. Più tardi, almeno 15 donne lo hanno accusato di comportamento sessuale indecente nei loro confronti, di averle baciate e toccate senza il loro consenso; queste accuse, che non hanno condotto a condanne in sede giudiziaria, sono state ampiamente riportate nei media. Trump e lo staff della sua campagna elettorale hanno respinto queste accuse, liquidandole come calunnie.
Al dibattito, che assunse la forma del town hall meeting (traducibile come "assemblea cittadina", in cui i candidati risposero anche a domande poste direttamente da membri del pubblico), Trump rinnovò poi le sue scuse minimizzando l'accaduto come "discorsi da spogliatoio" che non rappresentano le sue azioni e il suo rispetto per le donne; accusò invece l'avversaria di aver esercitato pressioni e aver diffamato varie donne vittime di abusi, riferendosi a coloro che avevano denunciato il marito Bill Clinton, ex presidente degli Stati Uniti. Alcune delle vittime di questi presunti abusi hanno accettato di essere intervistate accanto a Trump, in una conferenza stampa di poche ore precedente il dibattito televisivo. Hilary Clinton invece ribadì come il tutto non facesse che dimostrare ulteriormente il tipo di uomo rappresentato da Trump e di come non fosse adatto a essere Presidente. Il dibattito, cominciato senza una stretta di mano tra i contendenti (avvenuta poi ai saluti finali), fu caratterizzato in gran parte da attacchi reciproci e da toni aspri e violenti. La candidata democratica inoltre accusò Trump di essere amico di Putin e della Russia, affermando come secondo lei fossero i russi (che avrebbero voluto influenzare l'elezione) i responsabili delle e-mail trafugate e poi pubblicate da WikiLeaks; nelle settimane precedenti queste avevano mostrato tra le altre cose come all'interno del Partito Democratico si collaborasse dietro le quinte per cercare di screditare il suo avversario alle primarie Sanders, oltre ad alcuni discorsi scritti dalla stessa Clinton in cui giustificava il sostenere posizioni diverse davanti al pubblico e davanti a investitori privati.
Il magnate ricordò invece le decine di migliaia di e-mail cancellate dopo l'avvio delle investigazioni, arrivando a promettere l'avvio di un'indagine speciale in caso di vittoria delle elezioni e dicendole testualmente che sarebbe già finita in prigione se lui fosse Presidente, impressionando non poco diversi commentatori. I toni si smorzarono solo alla fine, quando uno spettatore chiese cosa apprezzassero l'uno dell'altro (Hillary si limitò a menzionare i suoi figli, lui elogiò invece la sua caparbietà). Alcuni sondaggi condotti al termine della serata mostrarono che la Clinton aveva vinto con un buon margine di gradimento, ma i commentatori dei maggiori media si divisero sull'individuare il vincitore: a Trump venne infatti riconosciuto come si fosse mostrato più combattivo rispetto allo stile sottotono del primo dibattito e come fosse riuscito a mantenere viva la sua campagna dopo ore in cui sembrava vicinissima a un completo tracollo (anche a causa dell'abbandono da parte di molti repubblicani), mentre la Clinton avrebbe sostanzialmente fallito nel dare il colpo di grazia.

### L'ultimo dibattito e il "contratto con l'elettore americano"
In occasione del dibattito del 19 ottobre i due candidati ebbero modo di reiterare le loro note divergenze su molti temi, inclusi immigrazione, aborto, diritti sulle armi, economia e politica internazionale. Ancora una volta non mancarono forti attacchi personali, con l'ex Segretario di Stato che definì l'avversario un potenziale burattino di Putin, mentre Trump dichiarò che la Clinton Foundation era un'organizzazione criminale, reiterò come all'avversaria non dovesse neanche essere concesso di competere per via della questione delle e-mail e accusò la sua campagna di aver orchestrato violenze durante i comizi repubblicani. I media posero particolare enfasi al rifiuto del candidato repubblicano di promettere di accettare il risultato del voto, che denunciò possibili brogli oltre alla parzialità dei mezzi d'informazione. Dopo il dibattito fu molto apprezzato il moderatore, Chris Wallace, mentre secondo un sondaggio della CNN, come nei due precedenti dibattiti presidenziali, la performance di Clinton era stata nettamente la più gradita.
Tre giorni dopo l'ultimo duello televisivo, il 22 ottobre a Gettysburg, Trump annunciò un "contratto con l'elettore" («Contract with the American Voter»), in cui delineò il suo programma per i primi cento giorni della sua eventuale presidenza, promettendo tra i primi ordini esecutivi dopo l'insediamento il formale abbandono della Trans-Pacific Partnership, la cancellazione "miliardi di finanziamenti" verso i programmi dell'ONU contro il cambiamento climatico, la denuncia formale della Cina come "manipolatrice di valuta monetaria" e la rimozione delle restrizioni sullo sfruttamento delle risorse naturali negli Stati Uniti. In precedenza un "contratto" con gli elettori era stato ideato in campagna elettorale nel 1994 da Newt Gingrich, quando il suo Contract with America aiutò il Partito Repubblicano ad ottenere la maggioranza nella camera bassa del Congresso dopo 40 anni dall'ultima vittoria.

### Coinvolgimento russo

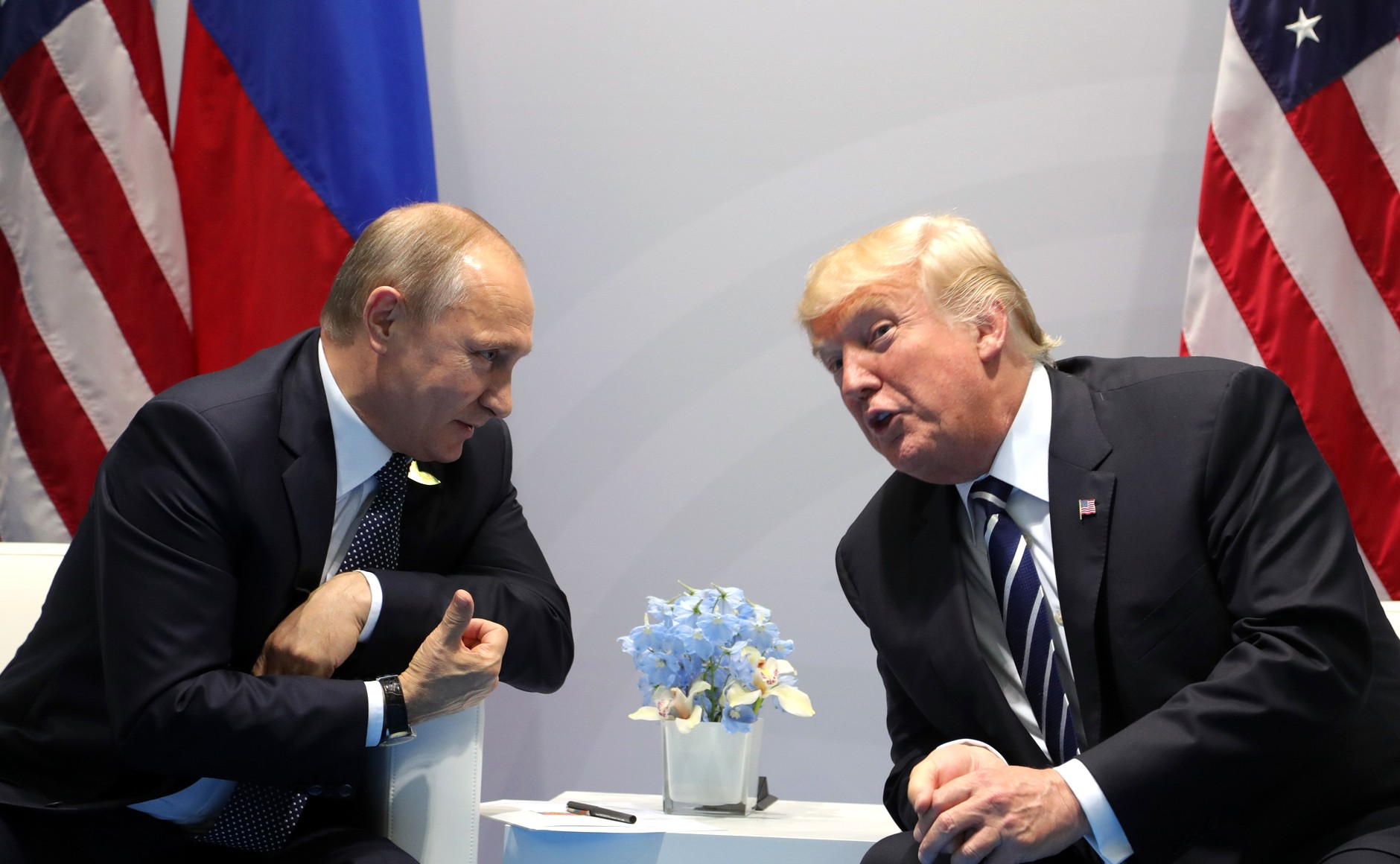
Vladimir Putin e Donald Trump al Summit di Amburgo del G20 del 2017

Il Dipartimento della Sicurezza Interna (DHS) e il Department of National Intelligence (DNI), guidato da James R. Clapper, ha rilasciato una dichiarazione congiunta in data 7 ottobre 2016 sull'influenza russa nelle elezioni presidenziali del 2016 negli Stati Uniti. Il 9 dicembre 2016, alti funzionari dell'amministrazione Obama hanno affermato che la Russia ha fornito al sito WikiLeaks migliaia di messaggi di posta elettronica violati dal Comitato Nazionale Democratico (DNC) sulla campagna di Hillary Clinton, al fine di influenzare il risultato delle elezioni. L'FBI ha poi confermato questa affermazione.
Trump e la sua squadra di transizione hanno respinto le accuse e detto: "Queste sono le stesse persone che hanno detto che Saddam Hussein avesse armi di distruzione di massa" Wikileaks, che ha pubblicato 20 000 messaggi di posta elettronica violati dalla DNC, le autorità russe hanno negato ogni coinvolgimento. Il 15 dicembre 2016, il portavoce della Casa Bianca Josh Earnest ha detto che Trump sapeva che la Russia era stata coinvolta nelle elezioni per aiutare la campagna presidenziale che era in corso. Il 3 gennaio 2017, la televisione Fox News ha riferito che Trump intendeva ristrutturare la comunità di intelligence (DNI) degli Stati Uniti.
A seguito del presunto coinvolgimento della Russia nella campagna elettorale che ha portato Donald Trump alla presidenza, è stata avviata un'inchiesta giudiziaria, che ha preso il nome di Russiagate

### La riapertura del caso delle e-mail e gli ultimi giorni di campagna
Il 28 ottobre 2016, a meno di due settimane dal voto, l'FBI a sorpresa annunciò di aver riaperto le indagini sull'uso del server di posta elettronica privato da parte di Hillary Clinton quando era Segretario di Stato. La decisione, avversata dai democratici e lodata dalla campagna di Trump, arrivò dopo la scoperta di nuove e-mail scambiate tra l'ex first lady e la sua stretta collaboratrice Huma Abedin su un computer del marito di quest'ultima, Anthony Weiner (a sua volta sotto investigazione a seguito dello scandalo che lo coinvolse per aver scambiato messaggi a sfondo sessuale con una minorenne). Ma il 6 novembre, a due giorni dal voto, il direttore dell'agenzia James B. Comey chiarì che le nuove mail non cambiavano le conclusioni già prese nei mesi precedenti e che dunque non erano emersi ulteriori indizi in grado di aggravare la posizione della candidata democratica.
Negli ultimi giorni prima del voto, le due campagne concentrarono gli sforzi negli stati considerati "in bilico" e quindi più importanti per la vittoria finale (i cosiddetti swing states). Trump continuò a tenere i suoi comizi per lo più da solo protagonista, senza contare su importanti politici locali (attenti che un'eventuale sconfitta del candidato repubblicano non compromettesse anche la loro carriera politica); la Clinton al contrario ebbe al suo fianco Presidente e Vicepresidente uscenti, diversi senatori, tra i quali Bernie Sanders ed Elizabeth Warren, e varie celebrità, come Jay-Z, Beyoncé, Katy Perry e Stevie Wonder. Alla vigilia del voto, Trump chiuse la campagna nel New Hampshire, dove aveva vinto la prima volta durante le primarie, mentre la Clinton tenne un'ultima manifestazione a Filadelfia, con il marito Bill, la figlia Chelsea, il Presidente Obama e la first lady Michelle.
Entrambi attesero l'esito del voto nella loro città di residenza, New York.

## Finanziamenti
Per quanto riguarda i finanziamenti, alla fine di ottobre 2016 la campagna di Clinton e i gruppi nati in suo sostegno avevano raggiunto una cifra di quasi 690 milioni di dollari raccolti, di cui 1,3 autofinanziati dalla stessa candidata, mentre la campagna di Trump ne aveva accumulato quasi 307 milioni, di cui 56 autofinanziati.
Considerando anche gli altri candidati minori e tutti coloro che avevano partecipato alle primarie, l'ammontare complessivo delle donazioni per le elezioni presidenziali del 2016 fu di circa 1,3 miliardi di dollari.

### Pubblicazione dei dati fiscali e finanziari
In accordo ottemperanza alle regole della FEC per i candidati presidenziali, Trump ha pubblicato nel 2015 un documento di 92 pagine sulla sua posizione finanziaria, patrimoniale, debitoria e sulle sue fonti di reddito e cariche aziendali. Tuttavia, la sua decisione di non rendere pubblici i rimborsi fiscali è andata contro la prassi in uso fin dai tempi di Gerald Ford nel 1976. Ciò ha portato al sospetto che egli avesse qualcosa da nascondere, nonostante, di fatto, non esista alcuna norma che imponga ai candidati di rendere pubblici i rimborsi fiscali. Trump ha spiegato che i suoi rimborsi fiscali erano stati oggetto di controlli e i suoi avvocati avevano suggerito di non divulgarli.

## Sondaggi
Sia durante le primarie sia durante l'estate successiva Clinton rimase in testa ai sondaggi con un buon margine di vantaggio su Trump. Alla fine di agosto 2016 una media dei sondaggi calcolata dalla CNN vedeva la candidata democratica registrare a livello nazionale il 42% di preferenze contro il 37% del repubblicano, mentre all'inizio dello stesso mese il distacco era arrivato a raggiungere i dieci punti (49 a 39). Per quanto riguarda gli altri candidati, Gary Johnson registrava il 9% e Jill Stein il 4%.
Nella prima parte di settembre Trump era riuscito ad avvicinarsi all'avversaria, ma dopo il primo dibattito l'ex first lady tornò a crescere nei sondaggi sia a livello nazionale sia in molti swing states, tra cui Florida, Nevada e North Carolina. Durante il mese precedente le elezioni, complici le nuove dichiarazioni sessiste del magnate newyorkese svelate da un video risalente a diversi anni prima, il distacco tra i due candidati si andò ampliando; alla fine dello stesso ottobre 2016, però, dopo la decisione dell'FBI di riaprire il caso sulle e-mail di Clinton, Trump tornò ad avvicinarsi considerevolmente all'avversaria, rimanendo indietro in media solo di un paio di punti a una settimana circa dal voto; la candidata democratica rimaneva comunque la favorita per la vittoria finale.
| Data              | Hillary Clinton | Donald Trump | Gary Johnson | Jill Stein | Distacco     |
| ----------------- | --------------- | ------------ | ------------ | ---------- | ------------ |
| 1º giugno 2016    | 41%             | 38%          | 4,5%         | 2,5%       | Clinton +3   |
| 15 giugno 2016    | 40,3%           | 37,3%        | 5%           | 3%         | Clinton +3   |
| 1º luglio 2016    | 41,9%           | 36,9%        | 7,8%         | 4,4%       | Clinton +5   |
| 15 luglio 2016    | 40,3%           | 36,3%        | 7,1%         | 3,4%       | Clinton +4   |
| 1º agosto 2016    | 41,4%           | 38,8%        | 7%           | 3,2%       | Clinton +2,6 |
| 15 agosto 2016    | 43,8%           | 37,5%        | 8,4%         | 3%         | Clinton +6,3 |
| 1º settembre 2016 | 42%             | 38,1%        | 7,6%         | 3,2%       | Clinton +3,9 |
| 15 settembre 2016 | 41,9%           | 40,8%        | 8,3%         | 2,7%       | Clinton +1,1 |
| 1º ottobre 2016   | 43,7%           | 41,1%        | 7%           | 2,3%       | Clinton +2,6 |
| 15 ottobre 2016   | 44,4%           | 39,1%        | 6,6%         | 2,3%       | Clinton +5,3 |
| 1º novembre 2016  | 45,6%           | 42,7%        | 4,6%         | 2,1%       | Clinton +2,9 |
| 8 novembre 2016   | 45,5%           | 42,2%        | 4,7%         | 1,9%       | Clinton +3,3 |

### Sondaggi negliswing states
Nella tabella a seguire la media degli ultimi sondaggi prima del voto per gli stati in inglese definiti swing states e battleground states, ossia quelli statisticamente più inclini a votare per partiti diversi rispetto alle precedenti elezioni più recenti e in cui i sondaggi avevano mostrato distacchi più contenuti tra i principali sfidanti; si trattava quindi degli stati considerati più decisivi per la vittoria finale, a differenza di altri in cui gli elettori tendono a confermare più frequentemente il proprio voto da un'elezione all'altra.
| Stato             | GE | Medie di RealClearPolitics | Medie di RealClearPolitics | Medie di RealClearPolitics | Medie di Politico | Medie di Politico | Medie di Politico |
| Stato             | GE | Clinton                    | Trump                      | Distacco                   | Clinton           | Trump             | Distacco          |
| ----------------- | -- | -------------------------- | -------------------------- | -------------------------- | ----------------- | ----------------- | ----------------- |
| Carolina del Nord | 15 | 46,4%                      | 46,4%                      | 0                          | 46,0%             | 45,8%             | Clinton +0,2      |
| Colorado          | 9  | 43,3%                      | 40,4%                      | Clinton +2,9               | 43,8%             | 39,8%             | Clinton +4        |
| Florida           | 29 | 46,4%                      | 46,6%                      | Trump +0,2                 | 45,6%             | 45,6%             | 0                 |
| Iowa              | 6  | 41,3%                      | 44,3%                      | Trump +3,0                 | 42,0%             | 45,0%             | Trump +3          |
| Michigan          | 16 | 45,4%                      | 42,0%                      | Clinton +3,4               | 45,0%             | 38,8%             | Clinton +6,2      |
| Nevada            | 6  | 45,4%                      | 46,2%                      | Trump +0,8                 | 46,0%             | 44,2%             | Clinton +1,8      |
| New Hampshire     | 4  | 43,3%                      | 42,7%                      | Clinton +0,6               | 44,4%             | 41,0%             | Clinton +3,4      |
| Ohio              | 18 | 42,3%                      | 45,8%                      | Trump +3,5                 | 44,8%             | 45,8%             | Trump +1          |
| Pennsylvania      | 20 | 46,2%                      | 44,3%                      | Clinton +1,9               | 47,4%             | 43,2%             | Clinton +4,2      |
| Virginia          | 13 | 47,3%                      | 42,3%                      | Clinton +5                 | 46,0%             | 41,8%             | Clinton +4,2      |
| Wisconsin         | 10 | 46,8%                      | 40,3%                      | Clinton +6,5               | 46,4%             | 40,2%             | Clinton +6,2      |

Degli altri 39 stati, almeno 16 erano considerati "sicuri" democratici, pari a 197 grandi elettori, da aggiungersi al District of Columbia, con i suoi 3 grandi elettori; almeno 20 erano invece gli stati saldamente repubblicani, con un totale di 157 grandi elettori. Altri tre stati considerati dall'esito potenzialmente aperto, ma con una tendenza dei sondaggi e dei risultati delle precedenti elezioni più favorevole ai repubblicani, erano Arizona, Georgia e Utah, che mettevano in palio 33 grandi elettori, più un distretto del Maine e uno del Nebraska, entrambi equivalenti a un grande elettore ciascuno, negli unici due stati ad assegnare una parte dei delegati per distretto congressuale e non solo su base nazionale. Nello Utah si era contraddistinta la presenza dell'indipendente Evan McMullin, nei sondaggi accreditato di circa un quarto delle preferenze espresse, a circa due punti percentuali da Clinton e a una decina dal favorito Trump.

## L'elezione generale
L'elezione del 45º presidente degli Stati Uniti si è tenuta durante la giornata di martedì 8 novembre 2016, con orari e modalità lievemente diversi da stato a stato. Nelle settimane precedenti gli elettori avevano già avuto l'opportunità di votare presso appositi seggi o anche per corrispondenza; nella maggior parte degli stati questi primi voti, che nelle elezioni più recenti sono divenuti un numero consistente, vengono comunque scrutinati dopo il termine delle votazioni. Diversi analisti hanno messo in correlazione la crescita dell'utilizzo del voto per corrispondenza con l'aumento dell'affluenza: per l'elezione generale del 2004 i voti per corrispondenza (in inglese chiamati absentee ballots) erano arrivati a raggiungere un quinto del totale e circa il 30% quattro anni dopo. Nel 2016 alcune stime indicano che circa 42 milioni di elettori avevano già votato prima dell'8 novembre, in lieve flessione rispetto al 2012, quando erano stati 46 milioni, ma con aumenti considerevoli in molti stati chiave, dove le campagne hanno spinto di più per assicurarsi più voti possibile il prima possibile: in Florida, in particolare, si è registrato un aumento del 150% arrivando alla cifra record di 6,4 milioni di schede votate in anticipo, quasi la metà dell'intero elettorato.
La vittoria di Trump è stata annunciata con stupore dai media, avendo smentito sia le previsioni della vigilia sia le prime indicazioni degli exit poll che facevano presagire un aumento dell'affluenza tra le minoranze e una più netta affermazione della candidata democratica tra le donne, entrambe previsioni rivelatesi infondate durante la lunga notte di scrutini. Mentre quattro anni prima la vittoria era stata annunciata entro la mezzanotte, in molti stati chiave l'incertezza si è protratta per diverse ore, con l'esito divenuto chiaro solo intorno alle 2:30 (ora della costa orientale statunitense, 07:30 UTC) del 9 novembre, quando, a scrutini in via di ultimazione, Donald Trump iniziò ad essere indicato dai media come presidente eletto, avendo raggiunto la maggioranza assoluta (270) dei 538 grandi elettori che compongono il Collegio elettorale degli Stati Uniti d'America.
Decisivi per l'affermazione di Trump, oltre alla conferma della preferenza per i repubblicani in Stati come Georgia e Carolina del Nord, sono stati i risultati ribaltati rispetto alle precedenti elezioni in Florida, Pennsylvania, Ohio, Michigan e Wisconsin, nonché in Iowa e in un distretto del Maine, dove nel 2012 aveva vinto il Partito Democratico. Hillary Clinton ha invece prevalso nel voto popolare con circa 2.900.000 preferenze di vantaggio. Si tratta della quinta volta in cui il candidato che ottiene la presidenza non corrisponde al più votato su base nazionale; in precedenza era avvenuto in occasione delle elezioni del 1824, del 1876, del 1888 e del 2000.
A 70 anni di età, Trump è il candidato più vecchio di sempre ad essere eletto Presidente, superando il record di anzianità di Ronald Reagan che aveva 69 anni quando vinse le elezioni nel 1980 e il record di anzianità di Donald Trump venne superato da Joe Biden che divenne il candidato più vecchio ad essere eletto Presidente all'età di 78 anni. Insieme a Bill Clinton e George W. Bush, è il terzo Presidente degli Stati Uniti ad essere nato nel 1946. È il primo presidente eletto senza aver mai avuto una precedente carica politica, un incarico in un ufficio federale o un'esperienza militare. È il quarto vincitore delle elezioni ad aver perso nel proprio Stato di casa (New York), com'era già capitato a James K. Polk (1844), Woodrow Wilson (1916) e Richard Nixon (1968). Trump è anche il quinto Presidente nato nello Stato di New York dopo Martin Van Buren, Millard Fillmore, Theodore Roosevelt e Franklin D. Roosevelt, nonché il secondo Presidente nato nella città della "Grande Mela" dopo Theodore Roosevelt.
Il Partito Repubblicano è uscito vincente anche dalle elezioni parlamentari tenute nello stesso giorno, ottenendo la maggioranza dei seggi sia alla Camera dei rappresentanti che al Senato.

## Risultati
| Candidati         | Candidati      | Partiti                         | Voti        | %     | Delegati |
| Presidente        | Vicepresidente | Partiti                         | Voti        | %     | Delegati |
| ----------------- | -------------- | ------------------------------- | ----------- | ----- | -------- |
| Donald Trump      | Mike Pence     | Partito Repubblicano            | 62 984 828  | 46,09 | 306      |
| Hillary Clinton   | Tim Kaine      | Partito Democratico             | 65 853 514  | 48,18 | 232      |
| Gary Johnson      | William Weld   | Partito Libertario              | 4 489 341   | 3,28  | –        |
| Jill Stein        | Ajamu Baraka   | Partito Verde degli Stati Uniti | 1 457 218   | 1,07  | –        |
| Evan McMullin     | Mindy Finn     | Indipendente                    | 731,991     | 0,00  | –        |
| Darrell L. Castle | Scott Bradley  | Partito della Costituzione      | 203 090     | 0,15  | –        |
| Altri candidati   | -              | -                               | 949 294     | 0,69  | –        |
| Totale            | Totale         | Totale                          | 136 669 276 | 100   | 538      |

| Hillary Clinton |  | 48,18% |
| Donald Trump    |  | 46,09% |
| Gary Johnson    |  | 3,28%  |
| Jill Stein      |  | 1,07%  |
| Altri           |  | 1,38%  |

     Trump (304)
     Clinton (227)
     Vari (7)

### Risultati per stato
| Stato                   | GE  | Votanti                                             | Affluenza | Donald Trump (R) | Donald Trump (R) | Hillary Clinton (D) | Hillary Clinton (D) | Altri candidati | Altri candidati | Precedenti | Precedenti | Precedenti     | Precedenti    |
| Stato                   | GE  | Votanti                                             | Affluenza | Voti             | %                | Voti                | %                   | Voti            | %               | Affl. 2012 | Vinc. 2012 | Vinc. variato? | Prec. variaz. |
| ----------------------- | --- | --------------------------------------------------- | --------- | ---------------- | ---------------- | ------------------- | ------------------- | --------------- | --------------- | ---------- | ---------- | -------------- | ------------- |
| Alabama                 | 9   | 2 137 482                                           | 59,3%     | 1 318 255        | 62,1%            | 729 547             | 34,4%               | 75 570          | 3,6%            | 59,5%      | R          | No             | 1980          |
| Alaska                  | 3   | 321 274                                             | 61,8%     | 163 387          | 51,3%            | 116 454             | 36,6%               | 38 767          | 12,2%           | 59,2%      | R          | No             | 1968          |
| Arizona                 | 11  | 2 661 497                                           | 56,2%     | 1 252 401        | 48,7%            | 1 161 167           | 45,1%               | 159 597         | 6,2%            | 53,3%      | R          | No             | 2000          |
| Arkansas                | 6   | 1 137 772                                           | 53,0%     | 684 872          | 60,6%            | 380 494             | 33,7%               | 65 269          | 5,8%            | 51,0%      | R          | No             | 2000          |
| California              | 55  | 14 610 509                                          | 57,8%     | 4 483 810        | 31,6%            | 8 753 788           | 61,7%               | 823 257         | 5,9%            | 55,9%      | D          | No             | 1992          |
| Carolina del Nord       | 15  | 4 769 640                                           | 65,2%     | 2 362 631        | 49,8%            | 2 189 316           | 46,2%               | 189 617         | 4,0%            | 65,2%      | R          | No             | 2012          |
| Carolina del Sud        | 9   | 2 123 584                                           | 57,3%     | 1 155 389        | 54,9%            | 855 373             | 40,7%               | 92 265          | 4,4%            | 57,1%      | R          | No             | 1980          |
| Colorado                | 9   | 2 859 216                                           | 71,9%     | 1 202 484        | 43,3%            | 1 338 870           | 48,2%               | 238 866         | 8,6%            | 71,1%      | D          | No             | 2008          |
| Connecticut             | 7   | 1 675 934                                           | 65,2%     | 673 215          | 40,9%            | 897 572             | 54,6%               | 74 133          | 4,5%            | 61,5%      | D          | No             | 1992          |
| Dakota del Nord         | 3   | 349 945                                             | 60,1%     | 216 794          | 63,0%            | 93 758              | 27,2%               | 33 808          | 9,8%            | 61,1%      | R          | No             | 1968          |
| Dakota del Sud          | 3   | 378 995                                             | 60,0%     | 227 721          | 61,5%            | 117 458             | 31,7%               | 24 914          | 6,7%            | 60,1%      | R          | No             | 1968          |
| Delaware                | 3   | 441 590 (voti validi)                               | 63,7%     | 185 127          | 41,9%            | 235 603             | 53,4%               | 20 860          | 4,7%            | 62,0%      | D          | No             | 1992          |
| Distretto di Columbia   | 3   | 312 575                                             | 60,5%     | 12 723           | 4,1%             | 282 830             | 90,5%               | 15 715          | 5,0%            | 63,3%      | D          | No             | mai (1964)    |
| Florida                 | 29  | 9 580 489                                           | 65,6%     | 4 617 886        | 49,0%            | 4 504 975           | 47,8%               | 450 025         | 3,2%            | 64,0%      | D          | Sì             | 2008          |
| Georgia                 | 16  | 4 165 405                                           | 59,9%     | 2 089 104        | 51,1%            | 1 877 963           | 45,9%               | 125 306         | 3,1%            | 58,7%      | R          | No             | 1996          |
| Hawaii                  | 4   | 437 664                                             | 42,5%     | 128 847          | 29,4%            | 266 891             | 61,0%               | 33 199          | 7,5%            | 44,5%      | D          | No             | 1988          |
| Idaho                   | 4   | 710 877                                             | 61,2%     | 409 055          | 59,2%            | 189 765             | 27,5%               | 91 435          | 13,1%           | 60,9%      | R          | No             | 1968          |
| Illinois                | 20  | 5 666 118                                           | 63,1%     | 2 146 015        | 38,8%            | 3 090 729           | 55,8%               | 299 680         | 5,4%            | 59,3%      | D          | No             | 1992          |
| Indiana                 | 11  | 2 807 676                                           | 57,8%     | 1 557 286        | 56,8%            | 1 033 126           | 37,9%               | 144 547         | 5,3%            | 56,0%      | R          | No             | 2012          |
| Iowa                    | 6   | 1 581 371                                           | 68,8%     | 800 983          | 51,1%            | 653 669             | 41,7%               | 93 633          | 5,8%            | 70,2%      | D          | Sì             | 2008          |
| Kansas                  | 6   | 1 184 402 (voti validi)                             | 58,1%     | 671 018          | 56,6%            | 427 005             | 36,0%               | 86 379          | 7,0%            | 58,1%      | R          | No             | 1968          |
| Kentucky                | 8   | 1 949 254                                           | 59,5%     | 1 202 971        | 62,5%            | 628 854             | 32,7%               | 92 324          | 4,8%            | 55,9%      | R          | No             | 2000          |
| Louisiana               | 8   | 2 049 529                                           | 60,4%     | 1 178 638        | 58,1%            | 780 154             | 38,4%               | 70 240          | 3,5%            | 61,0%      | R          | No             | 2000          |
| Maine (intero stato)    | 2   | 771 892                                             | 72,9%     | 335 593          | 43,5%            | 357 735             | 46,3%               | 54 599          | 7,1%            | 69,2%      | D          | No             | 1992          |
| Maine DC1               | 1   | -                                                   | -         | 150 692          | 37,9%            | 208 250             | 52,4%               | 26 510          | 6,7%            | -          | D          | No             | 1992          |
| Maine DC2               | 1   | -                                                   | -         | 184 253          | 49,8%            | 146 468             | 39,6%               | 27 768          | 7,5%            | -          | D          | Sì             | 1992          |
| Maryland                | 10  | 2 781 446 (voti validi)                             | 66,2%     | 943 169          | 33,9%            | 1 677 928           | 60,3%               | 160 348         | 5,7%            | 66,8%      | D          | No             | 1992          |
| Massachusetts           | 11  | 3 378 801                                           | 67,9%     | 1 090 893        | 32,3%            | 1 995 196           | 59,1%               | 238 957         | 7,1%            | 66,6%      | D          | No             | 1988          |
| Michigan                | 16  | 4 874 619                                           | 65,6%     | 2 279 543        | 47,5%            | 2 268 839           | 47,3%               | 250 902         | 5,2%            | 65,3%      | D          | Sì             | 1992          |
| Minnesota               | 10  | 2 968 281                                           | 74,7%     | 1 322 951        | 44,6%            | 1 367 716           | 46,1%               | 254 146         | 8,6%            | 76,1%      | D          | No             | 1976          |
| Mississippi             | 6   | 1 209 357 (voti validi)                             | 55,5%     | 700 714          | 57,9%            | 485 131             | 40,1%               | 23 515          | 1,9%            | 60,3%      | R          | No             | 1980          |
| Missouri                | 10  | 2 811 549                                           | 62,2%     | 1 594 511        | 56,8%            | 1 071 068           | 38,1%               | 143 026         | 5,1%            | 63,1%      | R          | No             | 2000          |
| Montana                 | 3   | 516 901                                             | 64,3%     | 279 240          | 56,5%            | 177 709             | 35,9%               | 37 577          | 7,6%            | 63,6%      | R          | No             | 1996          |
| Nebraska (intero stato) | 2   | 860 573                                             | 63,6%     | 495 961          | 58,7%            | 284 494             | 33,7%               | 63 772          | 7,6%            | 60,8%      | R          | No             | 1968          |
| Nebraska DC1            | 1   | -                                                   | -         | 158 626          | 56,2%            | 100 126             | 35,5%               | 23 586          | 8,4%            | -          | R          | No             | 1968          |
| Nebraska DC2            | 1   | -                                                   | -         | 137 564          | 47,2%            | 131 030             | 44,9%               | 23 086          | 7,9%            | -          | R          | No             | 2012          |
| Nebraska DC3            | 1   | -                                                   | -         | 199 657          | 73,9%            | 53 290              | 19,7%               | 17 162          | 6,3%            | -          | R          | No             | 1968          |
| Nevada                  | 6   | 1 125 429                                           | 57,1%     | 512 058          | 45,5%            | 539 260             | 47,9%               | 74 067          | 6,6%            | 57,2%      | D          | No             | 2008          |
| New Hampshire           | 4   | 755 850                                             | 72,6%     | 345 790          | 46,6%            | 348 526             | 47,0%               | 47 569          | 6,4%            | 70,9%      | D          | No             | 2004          |
| New Jersey              | 14  | 3 957 303                                           | 64,9%     | 1 601 933        | 41,4%            | 2 148 278           | 55,5%               | 123 835         | 3,2%            | 62,6%      | D          | No             | 1992          |
| New York                | 29  | 7 786 881                                           | 56,9%     | 2 814 589        | 36,7%            | 4 547 562           | 59,4%               | 296 865         | 3,9%            | 53,6%      | D          | No             | 1988          |
| Nuovo Messico           | 5   | 804 043                                             | 55,1%     | 319 666          | 40,0%            | 385 234             | 48,3%               | 93 418          | 11,7%           | 54,9%      | D          | No             | 2008          |
| Ohio                    | 18  | 5 607 641                                           | 64,1%     | 2 841 005        | 51,7%            | 2 394 164           | 43,6%               | 261 318         | 4,7%            | 65,2%      | D          | Sì             | 2008          |
| Oklahoma                | 7   | 1 452 992 (voti validi)                             | 52,0%     | 949 136          | 65,3%            | 420 375             | 28,9%               | 83 481          | 5,8%            | 49,6%      | R          | No             | 1968          |
| Oregon                  | 7   | 2 056 310                                           | 68,4%     | 782 403          | 39,1%            | 1 002 106           | 50,1%               | 216 827         | 10,8%           | 64,3%      | D          | No             | 1988          |
| Pennsylvania            | 20  | 6 115 402 (voti validi)                             | 62,8%     | 2 970 733        | 48,6%            | 2 926 441           | 47,9%               | 218 228         | 3,6%            | 59,9%      | D          | Sì             | 1992          |
| Rhode Island            | 4   | 464 144 (voti validi)                               | 59,0%     | 180 543          | 38,9%            | 252 525             | 54,4%               | 31 076          | 6,6%            | 58,6%      | D          | No             | 1988          |
| Tennessee               | 11  | 2 508 027 (voti validi)                             | 51,2%     | 1 522 925        | 60,7%            | 870 695             | 34,7%               | 114 407         | 4,6%            | 52,6%      | R          | No             | 2000          |
| Texas                   | 38  | 8 969 226                                           | 51,2%     | 4 685 047        | 52,2%            | 3 877 868           | 43,2%               | 406 311         | 4,5%            | 50,1%      | R          | No             | 1980          |
| Utah                    | 6   | 1 152 369                                           | 57,8%     | 515 231          | 45,5%            | 310 676             | 27,5%               | 305 468         | 27,0%           | 56,0%      | R          | No             | 1968          |
| Vermont                 | 3   | 320 467                                             | 64,6%     | 95 369           | 29,8%            | 178 573             | 55,7%               | 367 798         | 12,8%           | 60,9%      | D          | No             | 1992          |
| Virginia                | 13  | 3 948 143                                           | 65,1%     | 1 769 443        | 44,4%            | 1 981 473           | 49,8%               | 231 836         | 5,8%            | 66,9%      | D          | No             | 2008          |
| Virginia Occidentale    | 5   | 713 051 (voti validi)                               | 49,9%     | 489 371          | 68,6%            | 188 794             | 26,5%               | 34 886          | 4,9%            | 46,8%      | R          | No             | 2000          |
| Washington              | 12  | 3 363 440                                           | 65,6%     | 1 221 747        | 37,2%            | 1 742 718           | 53,0%               | 322 964         | 9,8%            | 65,0%      | D          | No             | 1988          |
| Wisconsin               | 10  | 2 976 950                                           | 69,4%     | 1 405 284        | 47,2%            | 1 382 536           | 46,5%               | 165 566         | 5,6%            | 73,2%      | D          | Sì             | 1988          |
| Wyoming                 | 3   | 255 788                                             | 60,0%     | 174 419          | 68,2%            | 55 973              | 21,9%               | 25 457          | 10,0%           | 59,3%      | R          | No             | 1968          |
| Totale nazionale        | 538 | 138 419 673 (con solo voti validi per alcuni stati) | 59,8%     | 62 979 879       | 46,0%            | 65 844 954          | 48,1%               | 7 987 625       | 5,8%            | 58,5%      | D          | Sì             | 2008          |
| Totale nazionale        | 538 | 138 884 643 (votanti totali stimati)                | 60,0%     | 306 GE           | 56,9%            | 232 GE              | 43,1%               | 0 GE            | 0,0%            | 58,5%      | D          | Sì             | 2008          |

### Mappe

Risultati per stato, con diverse gradazioni di blu e rosso a seconda del margine di vantaggio del vincitore
Cartogramma della distribuzione dei grandi elettori tra il Partito Repubblicano (porzioni in rosso) e il Partito Democratico (porzioni in blu)
Risultati per contea (in rosso quelle in cui ha vinto Donald Trump, in blu quelle in cui ha vinto Hillary Clinton)
Risultati per contea, con diverse gradazioni di blu e rosso a seconda del margine di vantaggio del vincitore
Risultati per distretto congressuale, con diverse gradazioni di blu e rosso a seconda del margine di vantaggio del vincitore

### Indicazioni demografiche
Di seguito i principali risultati degli exit poll condotti dalla Edison Research per il National Election Pool, consorzio formato da ABC News, The Associated Press, CBS News, CNN, Fox News e NBC News; i dati derivano da un campione di 24 537 elettori, integrato da precedenti interviste telefoniche nei confronti di elettori che avevano votato in anticipo.
| Sesso                     | Trump | Clinton |
| ------------------------- | ----- | ------- |
| Uomini (48% campione)     | 53%   | 41%     |
| Donne (52% campione)      | 42%   | 54%     |
| Campione: 24 482 risposte |       |         |

| Età                       | Trump | Clinton |
| ------------------------- | ----- | ------- |
| 18-29 anni (19% campione) | 37%   | 55%     |
| 30-44 anni (25% campione) | 42%   | 50%     |
| 45-64 anni (40% campione) | 53%   | 44%     |
| Over 65 (15% campione)    | 53%   | 45%     |
| Campione: 24 365 risposte |       |         |

| Etnia                        | Trump | Clinton |
| ---------------------------- | ----- | ------- |
| Bianchi (70% campione)       | 58%   | 37%     |
| Afroamericani (12% campione) | 8%    | 88%     |
| Latinos (11% campione)       | 29%   | 65%     |
| Asiatici (4% campione)       | 29%   | 65%     |
| Altri (3% campione)          | 37%   | 56%     |
| Campione: 24 193 risposte    |       |         |

| Titolo di studio                                       | Trump | Clinton |
| ------------------------------------------------------ | ----- | ------- |
| Diploma scuola superiore o inferiore (18% campione)    | 51%   | 45%     |
| Esperienza universitaria non completata (32% campione) | 52%   | 43%     |
| Diploma universitario (32% campione)                   | 45%   | 49%     |
| Diploma post-universitario (18% campione)              | 37%   | 58%     |
| Campione: 23 451 risposte                              |       |         |

| Reddito                            | Trump | Clinton |
| ---------------------------------- | ----- | ------- |
| < 30.000 dollari (17% campione)    | 41%   | 53%     |
| 30-49.000 dollari (19% campione)   | 42%   | 51%     |
| 50-99.000 dollari (31% campione)   | 50%   | 46%     |
| 100-199.000 dollari (24% campione) | 48%   | 47%     |
| 200-249.000 dollari (4% campione)  | 49%   | 48%     |
| ≥ 250.000 dollari (6% campione)    | 48%   | 46%     |
| Campione: 9 077 risposte           |       |         |

| Religione                        | Trump | Clinton |
| -------------------------------- | ----- | ------- |
| Protestanti (52% campione)       | 58%   | 39%     |
| Cattolici (23% campione)         | 52%   | 45%     |
| Ebrei (3% campione)              | 24%   | 71%     |
| Altre religioni (8% campione)    | 29%   | 62%     |
| Nessuna religione (15% campione) | 26%   | 68%     |
| Campione: 8 246 risposte         |       |         |

| Periodo                                      | Trump | Clinton |
| -------------------------------------------- | ----- | ------- |
| Nei giorni prima del voto (8% campione)      | 46%   | 44%     |
| Nella settimana prima del voto (6% campione) | 50%   | 38%     |
| A ottobre (12% campione)                     | 51%   | 37%     |
| A settembre (13% campione)                   | 50%   | 46%     |
| Prima di settembre (60% campione)            | 45%   | 52%     |
| Campione: 4 813 risposte                     |       |         |

| Partito preferito                   | Trump | Clinton |
| ----------------------------------- | ----- | ------- |
| Democratici (37% campione)          | 9%    | 89%     |
| Repubblicani (33% campione)         | 90%   | 7%      |
| Indipendenti o altro (31% campione) | 48%   | 42%     |
| Campione: 23 400 risposte           |       |         |

| Posizione politica          | Trump | Clinton |
| --------------------------- | ----- | ------- |
| Liberali (26% campione)     | 10%   | 84%     |
| Moderati (39% campione)     | 41%   | 52%     |
| Conservatori (35% campione) | 81%   | 15%     |
| Campione: 22 907 risposte   |       |         |

| Tema politico                  | Trump | Clinton |
| ------------------------------ | ----- | ------- |
| Politica estera (13% campione) | 34%   | 60%     |
| Immigrazione (13% campione)    | 64%   | 32%     |
| Economia (52% campione)        | 42%   | 52%     |
| Terrorismo (18% campione)      | 57%   | 39%     |
| Campione: 9 672 risposte       |       |         |

| Qualità ricercata                            | Trump | Clinton |
| -------------------------------------------- | ----- | ------- |
| Ci tiene alle persone come me (15% campione) | 35%   | 58%     |
| Può portare del cambiamento (39% campione)   | 83%   | 14%     |
| Ha la giusta esperienza (21% campione)       | 8%    | 90%     |
| Ha un buon giudizio (20% campione)           | 26%   | 66%     |
| Campione: 9 672 risposte                     |       |         |

| Giudizio sull'economia                  | Trump | Clinton |
| --------------------------------------- | ----- | ------- |
| Buono o eccellente (36% campione)       | 18%   | 77%     |
| Non così buono o pessimo (63% campione) | 63%   | 31%     |
| Campione: 4 859 risposte                |       |         |

| Giudizio                                   | Trump | Clinton |
| ------------------------------------------ | ----- | ------- |
| Mediamente o molto positivo (42% campione) | 23%   | 73%     |
| Mediamente o molto negativo (52% campione) | 70%   | 25%     |
| Campione: 4 695 risposte                   |       |         |

| Giudizio                                  | Trump | Clinton |
| ----------------------------------------- | ----- | ------- |
| Entusiasta o soddisfatto (29% campione)   | 20%   | 76%     |
| Insoddisfatto o arrabbiato (66% campione) | 58%   | 36%     |
| Campione: 5 002 risposte                  |       |         |

| Giudizio                 | Trump | Clinton |
| ------------------------ | ----- | ------- |
| Positivo (53% campione)  | 10%   | 84%     |
| Negativo (45% campione)  | 90%   | 5%      |
| Campione: 4 813 risposte |       |         |

| Luogo                                           | Trump | Clinton |
| ----------------------------------------------- | ----- | ------- |
| Città con più di 50.000 abitanti (34% campione) | 35%   | 59%     |
| Sobborghi (49% campione)                        | 50%   | 45%     |
| Piccole città e zone rurali (17% campione)      | 62%   | 34%     |
| Campione: 4 527 risposte                        |       |         |

| Giudizio                 | Trump | Clinton |
| ------------------------ | ----- | ------- |
| Positivo (38% campione)  | 95%   | 4%      |
| Negativo (60% campione)  | 15%   | 77%     |
| Campione: 4 813 risposte |       |         |

## Reazioni e commenti

### I discorsi dei principali sfidanti
Quando la vittoria di Trump è diventata certa per i mezzi di informazione, tra le 2:30 e le 3:00 locali, a New York, mentre le proiezioni della CNN continuavano ad essere proiettate sull'Empire State Building, il magnate repubblicano ha tenuto un primo breve discorso, dichiarando di voler essere il Presidente di "tutti gli americani", auspicando una riappacificazione con gli avversari, compresi i vari esponenti del suo stesso partito che non avevano votato per lui. Al suo fianco, oltre al vicepresidente eletto Mike Pence, è apparsa la sua intera famiglia; davanti ai suoi inneggianti sostenitori con in testa uno dei simboli della campagna elettorale (il cappellino rosso con lo slogan Make America Great Again), Trump indossava un classico vestito con camicia bianca e cravatta rossa, mentre la futura first lady un abito jumpsuit di Ralph Lauren con drappeggio frontale asimmetrico, interamente bianco, fatto in Italia e dal valore di circa 4 000 dollari. La Clinton preferì invece rinviare al mattino seguente il tradizionale discorso di concessione, riconoscendo subito tuttavia la sconfitta telefonicamente a Trump.
Nella tarda mattina del 9 novembre, la candidata sconfitta è poi apparsa in pubblico scusandosi per non essere riuscita a vincere e ammettendo come il risultato sarebbe stato a lungo "doloroso"; ha anche riferito di aver offerto la propria collaborazione al vincitore oltre a congratularsi con lui. Poco dopo si è rivolto alla nazione anche Obama, auspicando un superamento delle profonde divisioni che hanno caratterizzato l'elezione; Obama si è anche detto orgoglioso di Hillary Clinton e ha annunciato di aver invitato Trump alla Casa Bianca già per il giorno seguente, iniziando a collaborare per una proficua transizione come già aveva fatto Bush nei suoi confronti otto anni prima.

### Proteste e critiche al sistema elettorale
Durante la giornata del 9 novembre si sono registrate manifestazioni di dissenso rispetto al risultato elettorale in molte città degli Stati Uniti, comprese New York, Dallas, Oakland, Boston, Chicago, Portland, Seattle e Washington, nonché in alcuni campus universitari in California, nel Massachusetts e in Pennsylvania.
Nei giorni seguenti non sono inoltre mancate critiche al sistema del collegio elettorale con cui viene eletto il Presidente, giudicato da diversi osservatori come antiquato e meno democratico, in quanto contrario al principio "una persona, un voto". I difensori del sistema sostengono invece che esso tuteli, all'interno di uno Stato federale (dove ogni singolo Stato federato mantiene parte della propria sovranità), i territori meno densamente popolati, i quali altrimenti diventerebbero ininfluenti; inoltre alcuni commentatori hanno fatto notare come metta al riparo dal rischio di un difficoltoso riconteggio su base nazionale nel caso di un risultato con pochi voti di scarto. In passato il sistema di elezione indiretta era stato criticato sia da Hillary Clinton che da Donald Trump, ma dopo il voto né la candidata democratica né altri esponenti della sua campagna hanno sollevato polemiche in tal senso o tentato di delegittimare l'esito della tornata elettorale.

### Il fallimento dei sondaggi
I risultati hanno decretato un sostanziale fallimento dei sondaggi che, pur pronosticando correttamente chi ha avuto più voti a livello federale, hanno fallito nel prevedere l'esito di diversi stati chiave e quindi nell'individuare il vincitore delle elezioni; secondo alcuni analisti la differenza tra i sondaggi e i risultati è spiegata in parte dal fatto che gli elettori di Trump sarebbero meno inclini a dichiarare la propria preferenza rispetto ai democratici, oltre che dall'aumento dell'affluenza in porzioni di elettorato più favorevoli alle posizioni del repubblicano e dal contemporaneo calo tra gli elettori tradizionalmente democratici negli stati chiave. Nei giorni seguenti l'elezione numerose critiche sono state rivolte ai vari analisti dei media che, prevedendo una netta vittoria della candidata democratica avrebbero fallito nel comprendere i reali sentimenti degli elettori e di evidenziare i reali trend indicati dai dati; molte delle principali testate statunitensi davano infatti per altamente probabile una vittoria di Clinton, con un indice di probabilità che oscillava tra l'85% dichiarato dal New York Times e il 98% dall'Huffington Post.
Tra i più cauti nelle previsioni Nate Silver stimava un 35% di possibilità per una vittoria di Trump, mentre tra i pochissimi sondaggi a darlo in vantaggio prima del voto, sbagliando previsione a livello federale ma evidenziando un trend di crescita di popolarità del candidato repubblicano, vi erano stati quelli elaborati dal Los Angeles Times in collaborazione con l'University of Southern California. Durante la campagna elettorale Trump aveva spesso criticato i dati riportati dai sondaggisti, parlando più volte anche di sondaggi "truccati".

### I motivi di una sconfitta inaspettata
Nei giorni seguenti il voto sono state svariate le analisi della sconfitta di Hillary Clinton. Uno degli aspetti principali è legato all'economia, il cui andamento non era percepito come soddisfacente dai cittadini: nonostante un periodo post-crisi caratterizzato da una generale crescita del PIL e un aumento continuato dell'occupazione, pesavano nell'opinione pubblica il livello stagnante dei salari e le crescenti diseguaglianze tra classi, oltre alle convincenti critiche alle regole di sistema e agli accordi commerciali internazionali cavalcate con successo da Trump e alle quali la Clinton non era riuscita a dare risposte soddisfacenti (alcune sue posizioni in merito sono state tra l'altro sconfessate da alcune mail pubblicate da WikiLeaks). Le elezioni hanno quindi evidenziato una spaccatura nell'elettorato tanto politica quanto economica: gli effetti positivi della ripresa si sono concentrati principalmente nei più ricchi stati costieri e nel loro settore terziario, specialmente quello avanzato delle industrie high-tech, lasciando indietro gli stati centrali e la loro industria manifatturiera, che ha visto molti posti di lavoro trasferiti all'estero come incessantemente denunciato da Trump durante la sua campagna; decisivi per la sua vittoria sono state proprio le vittorie in buona parte della Rust Belt che nel 2008 e nel 2012 aveva invece scelto il democratico Obama.
Oltre al malessere per l'economia e quindi per l'amministrazione in carica, nei confronti della quale la Clinton era vista come un elemento di continuità, tra i motivi principali individuati dai commentatori per spiegare il risultato elettorale figurano anche la tradizionale difficoltà per la forza politica uscente di riconfermarsi dopo un doppio mandato; il generale basso livello di fiducia generato dalla candidata democratica, sul quale hanno influito sia indagine dell'FBI sul suo uso del server privato di posta elettronica durante l'esperienza da Segretario di Stato, brevemente riaperta proprio alla vigilia del voto, sia quanto emerso dalle mail diffuse a più riprese da Wikileaks, in particolare relative alla gestione della campagna elettorale contro Sanders durante le primarie e alle sue posizioni da "doppia faccia" riadattate nei confronti degli investitori privati rispetto a quanto sostenuto in pubblico. Infine, la scelta di concentrare la sua campagna più sul fatto di essere l'unica candidata qualificata per la Casa Bianca che su programmi concreti.
Al contrario Trump è riuscito a diventare il simbolo del comune senso di insoddisfazione verso il governo federale, dichiarato negli exit poll da due terzi del campione; nonostante il 60% degli intervistati ammetteva come non fosse un candidato pienamente qualificato alla carica o dotato del temperamento adatto, alla fine ne è uscito come il più promettente per portare del cambiamento al contrario della Clinton associata al mantenimento dello status quo. Ne è conseguito che la prima candidata donna alla presidenza per il Partito Democratico non è riuscita a replicare il successo di Barack Obama, prendendo meno voti del primo presidente nero anche nelle fasce più favorevoli a lei e al suo partito (le minoranze etniche), e anche nell'elettorato femminile. Trump è invece riuscito ad incrementare la performance dello sfidante repubblicano alle precedenti elezioni (Mitt Romney) anche tra le minoranze, latinos compresi, ottenendo il 29% delle loro preferenze (rispetto al 27% di Romney nel 2012) nonostante le dure posizioni sull'immigrazione.
A differenza delle precedenti elezioni, molto importante è stata la questione delle pari opportunità tra uomo e donna. Clinton si proponeva come la prima presidente donna degli Stati Uniti e per questo sperava di trovare consensi nell'elettorato femminile. Nel periodo preelettorale sono state inoltre riportati casi in cui Trump aveva tenuto comportamenti o discorsi sessisti. Le analisi sul voto sostengono che, se da un lato le donne nere e latinoamericane hanno votato massicciamente per Clinton, Trump avrebbe prevalso tra le donne bianche, con il 53% di preferenze. I comportamenti e i discorsi sessisti di Trump, pur generando scandalo nell'opinione pubblica, non sono riusciti a ridurre sensibilmente le preferenze delle elettrici americane bianche. Le ragioni per la preferenza accordata a Trump, oltre ai motivi comuni all'elettorato maschile (un certo disinteresse alle questioni razziali e le preoccupazioni economiche), si possono rintracciare nelle affermazioni pro-life (ossia a favore della vita e contro l'aborto) di Trump, così come nelle sue affermazioni contro l'Islam radicale e il terrorismo.

### L'impatto sui mercati finanziari
L'annuncio della vittoria di Trump nella notte americana ha avuto inizialmente uno "shock" negativo sui mercati finanziari internazionali. Secondo gli esperti gli investitori temevano infatti la sua "natura imprevedibile" e le posizioni espresse contro molti trattati commerciali durante la campagna elettorale. Dopo l'annuncio dei risultati, l'indice Nikkei della borsa di Tokio ha chiuso con un ribasso di circa il 5,4%, mentre un particolare calo è stato registrato dal peso messicano, che durante gli scrutini si è svalutato fino all'11% toccando il livello più basso dal 1994 prima di recuperare parte del terreno perso; come spesso avviene in periodi di turbolenza finanziaria, sono invece aumentate le quotazioni di "beni rifugio" come l'oro. Con il passare delle ore e dopo i primi discorsi dai toni molto moderati del vincitore, la situazione si è invece andata stabilizzando con perdite molto più contenute o neutralizzate sui mercati; vari indici europei durante la giornata hanno altresì invertito tendenza chiudendo infine in positivo, mentre anche negli Stati Uniti gli indici di Wall Street segnavano un moderato rialzo dopo la riapertura della contrattazioni.
L'indice S&P 500 il 9 novembre ha chiuso in rialzo dell'1,1%; tra il 1932 e il 2012 in media aveva invece perso l'1,1% il giorno dopo le elezioni. Tra i titoli azionari più influenzati dai risultati elettorali hanno segnato rialzi quelli di varie aziende legate al settore farmaceutico, degli armamenti e delle costruzioni, mentre hanno perso valore quelli di imprese legate al settore delle energie rinnovabili e degli istituti finanziari più esposti verso il Messico.

### Reazioni nel mondo politico internazionale
Tra le prime reazioni politiche internazionali, il ministro della difesa tedesco Ursula von der Leyen ha definito la vittoria di Trump un "profondo shock", mentre secondo l'ambasciatore francese negli Stati Uniti Gerard Araud rappresenta la fine dell'era del neoliberalismo che apre a scenari di incertezza. La TV di stato cinese ha descritto il risultato come un segno della crisi della democrazia negli Stati Uniti, in contrasto con il sistema più "stabile" cinese. Anche un editoriale sul quotidiano cinese Global Times, vicino al Partito Comunista, ha parlato di un duro colpo ai pilastri del sistema politico statunitense in grado di spezzare le fondamenta degli Stati Uniti.
Tra i primi a congratularsi con il vincitore sono stati i leader di vari movimenti di destra, tra cui Marine Le Pen (Front National), Pauline Hanson (One Nation), Nigel Farage (UKIP), Geert Wilders (Partito per la Libertà), Matteo Salvini (Lega Nord) e Giorgia Meloni (Fratelli d'Italia). Dalla Russia sono arrivati i complimenti di Putin, mentre altri politici, tra cui Gennadij Zjuganov, leader del secondo partito nazionale, hanno auspicato un possibile ritiro delle sanzioni applicate dopo la crisi in Ucraina e un riconoscimento dell'annessione della Crimea. Il capo della NATO Jens Stoltenberg e molti altri leader politici e capi di Stato, si sono invece allineati ai più tradizionali accomodanti messaggi di augurio e all'auspicio di continuare le relazioni con gli USA sulla scia delle precedenti presidenze.

## Il voto del Collegio elettorale e l'insediamento del nuovo Presidente
Come previsto dalla Costituzione e dalle leggi federali, il Collegio elettorale procede all'elezione del Presidente e del Vicepresidente il lunedì dopo il secondo mercoledì di dicembre. Anche se durante l'elezione popolare di novembre compaiono sulle schede elettorali i vari candidati alla presidenza e alla vicepresidenza, secondo il sistema elettorale statunitense i voti espressi dai cittadini si intendono infatti destinati ai rispettivi grandi elettori che li rappresenteranno in caso di conseguimento dei seggi in palio nei vari stati.
I grandi elettori, persone designate con modalità diverse dai partiti (generalmente tramite convention nei mesi precedenti l'elezione generale) si sono incontrate quindi il 19 dicembre 2016, riunendosi nei rispettivi stati. Ogni delegazione ha proceduto al voto separatamente per le due cariche, registrando poi i risultati in una serie di certificati, alcuni destinati alle locali autorità statali, uno inviato al Presidente del Senato (il Vicepresidente uscente) e due all'Archivista degli Stati Uniti presso la National Archives and Records Administration di Washington. Anche se in molti stati esistono disposizioni che prevedono sanzioni nel caso in cui i delegati non rispettino le indicazioni del voto popolare, generalmente non è considerato un vero obbligo rimanere fedeli alla promessa di votare per il partito rappresentato; in passato sono esistiti limitati casi in cui, per errore o per protesta, un delegato ha votato per un candidato diverso da quello per cui avrebbe dovuto. Tuttavia, la conta dei voti e la relativa certificazione dei risultati è affidata poi al Congresso, che ha il potere di annullare uno o più voti espressi con un'apposita deliberazione da entrambe le camere, che nel caso di contestazioni del genere interrompono la sessione congiunta. Nel caso in cui, a seguito di modifiche nei conteggi del Congresso o meno, nessun candidato abbia registrato la maggioranza assoluta dei voti dei grandi elettori, il dodicesimo emendamento prevede inoltre che sia la Camera dei Rappresentanti a procedere all'elezione del Presidente, potendo scegliere tra i tre eventuali candidati più votati, mentre l'elezione del Vicepresidente spetta eventualmente al Senato. La Camera dei Rappresentanti ha eletto in tal modo il Presidente solo due volte, nel 1801 e nel 1825.
Nel voto del 19 dicembre non sono mancate defezioni per entrambi i candidati: ben 7 grandi elettori (un record assoluto) hanno votato in modo diverso da come avrebbero dovuto, facendo mancare due voti a Trump e cinque a Clinton rispetto alle proiezioni fatte all'indomani del 9 novembre. Il risultato finale ha infatti visto 304 voti per Trump, 227 per Clinton, tre per l'ex Segretario di Stato Colin Powell, e uno ciascuno per Bernie Sanders, Ron Paul, John Kasich e Faith Spotted Eagle, una leader Sioux e ambientalista.
Il rinnovato Congresso, dopo l'insediamento del 3 gennaio, si è riunito in seduta comune il 6 gennaio 2017 alle 13:00, presso l'aula della Camera dei rappresentanti nell'ala sud del Campidoglio. Il Presidente del Senato ha presieduto la sessione, annunciando il risultato del voto del collegio elettorale e dichiarando quindi il 45º Presidente degli Stati Uniti e il suo Vicepresidente.
La cerimonia di insediamento di Donald Trump, anch'essa nei pressi del Campidoglio, si è tenuta il 20 gennaio, quando ha prestato giuramento davanti al Presidente della Corte suprema poco dopo mezzogiorno, momento in cui, come dettato dal ventesimo emendamento, è terminato il mandato del predecessore.